# 內台航路

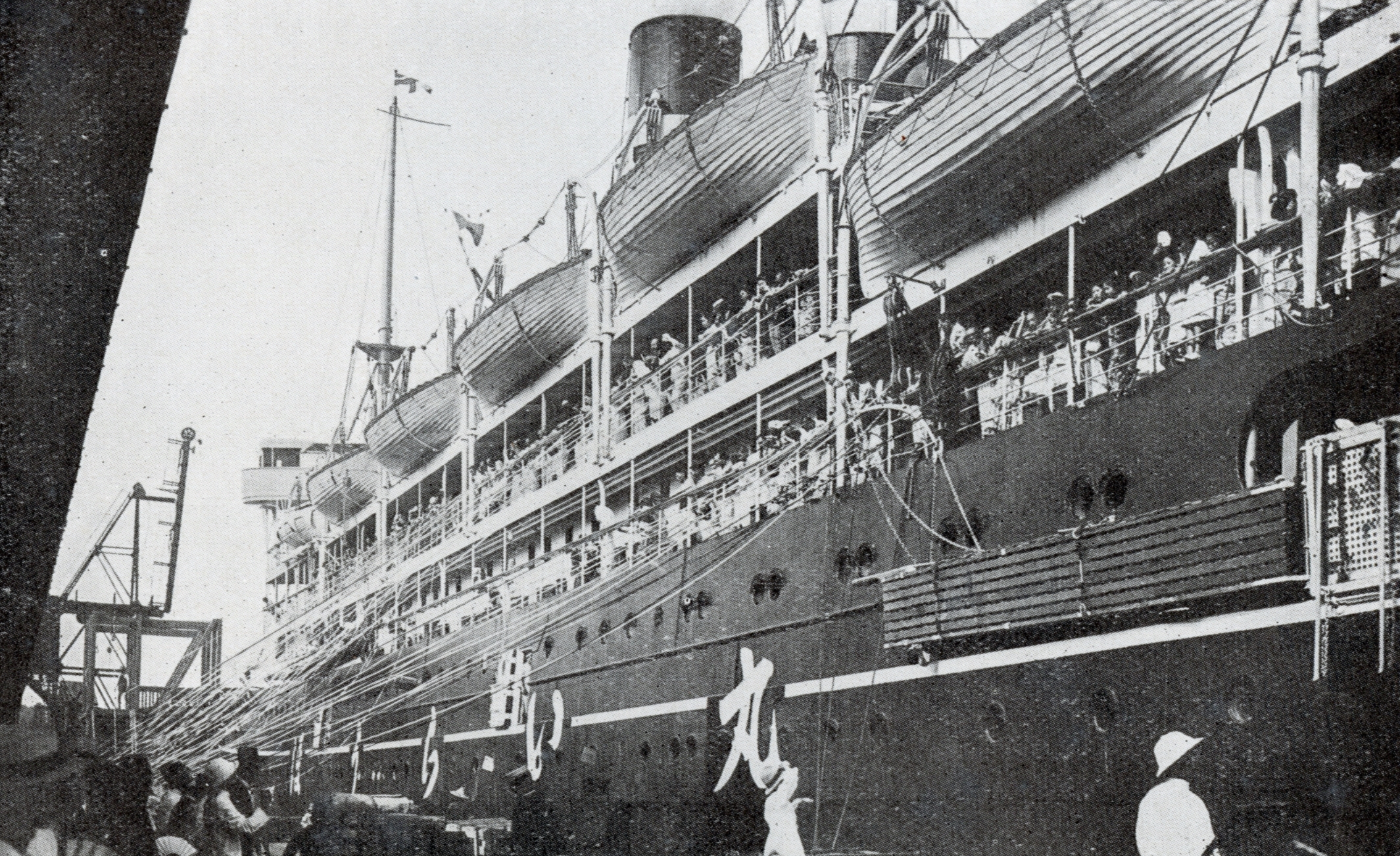
基隆港的蓬萊丸，攝於1923年。

內台航路，或稱內台航線，是台灣日治時期連結日本內地與台灣的海運航線，又分為官方指定的「命令航路」和民間業者自行經營的「自由航路」兩種。

## 命令航路
明治29年（1896年）4月17日，台灣總督府補助大阪商船，命令其開設神戶基隆間定期航路，由神戶出發，經由鹿兒島、沖繩等地到基隆，此為內台間命令航路之嚆矢。
明治30年（1897年），命令日本郵船開設神戶基隆線。明治31年（1898年），命令大阪商船開設神戶─門司─基隆航路。命令航路之中也以基隆神戶線最為重要。
明治35年（1902年），開設打狗出發，經由基隆、門司、神戶到橫濱的橫濱打狗線。大正14年（1925年），開設高雄橫濱線的直航路。除了台灣總督府的命令航路之外，尚有遞信省命令開設的那霸基隆線。
大正12年（1923年），日本郵船近海內航部門獨立，成立近海郵船，繼承其內台航路；直到昭和14年（1939年），又合併於日本郵船。

## 自由航路
自由航路以貨運為主，但也經營客運。貨運主要是輸出台灣的農產物，輸入內地的貨物次之。大阪商船和日本郵船以其在命令航路的優勢經營自由航路，三井物產船舶部以輸出台灣石炭為主，再加上歐戰時加入的山下汽船，台灣海運大體以此4會社為中樞。但是，昭和4年（1929年）12月，辰馬汽船也加入經營內台航路，輸出台灣砂糖，之後也輸出台灣米。
香蕉是台灣米、糖之外的重要輸出品，香蕉的運送有大阪商船、近海郵船、山下汽船經營基隆大阪線和高雄橫濱線、川崎汽船的台灣北海道線以及大阪商船的高雄名古屋線。

## 內台聯絡船
內台聯絡船即航行於內台航路的船舶。
- 基隆神戶線
  - 大阪商船：笠戶丸、蓬萊丸、扶桑丸、瑞穗丸、高千穗丸、高砂丸
  - 日本郵船（近海郵船）：信濃丸、備後丸、因幡丸、吉野丸、朝日丸、大和丸、富士丸
- 高雄橫濱線
  - 大阪商船：高雄丸、恆春丸、屏東丸（不定期）、台東丸（不定期）、彰化丸（不定期）
  - 日本郵船（近海郵船）：大阪丸、門司丸
- 那霸基隆線
  - 大阪商船：基隆丸、八重山丸、宮古丸